# Stork-Reaktion
Die Stork-Reaktion, auch Stork-Enamin-Reaktion, ist eine Namensreaktion aus dem Bereich der Organischen Chemie. Sie wurde nach dem in Belgien geborenen Chemiker Gilbert Stork benannt und ist eine Variante der Michael-Addition. Während in der Michael-Addition ein Enolation mit α,β-ungesättigten Ketonen oder Aldehyden zu 1,5-Dicarbonylen umgesetzt wird, wird hier anstelle des Enolations ein Enamin eingesetzt, um das Keton am α-Kohlenstoff zu substituieren.

## Reaktionsmechanismus

### Darstellung des Enamins
Das Amin greift als Nucleophil das Carbonylkohlenstoffatom des Ketons an. Das so entstandene Alkoholat wird protoniert und durch Abgabe eines Protons durch das protonierte Amin entsteht ein neutrales tetraedrisches Intermediat. Durch erneute Protonierung wird Wasser abgespalten. Im letzten Schritt wird dann die Doppelbindung des Enamins gebildet. 
Der Rest (R = primärer oder sekundärer Alkylrest, Allyl, Benzyl, Propargyl, CH₂CO₂R, CH₂CN) des Halogenkohlenwasserstoffs wird an das Enamin angelagert. In einer sauren Hydrolyse wird nun das zuvor innerhalb der Enaminbildung hinzugefügte Pyrrolidin wieder abgespalten. Durch Deprotonierung entsteht das α-substituierte Keton.

## Varianten
Als Reaktionspartner der Enamine können z. B. auch Oxirane, Acrylnitril oder 2,4-Dinitrochlorbenzol eingesetzt werden.